# Iquiracetima rana
Iquiracetima rana är en skalbaggsart som beskrevs av Maria Helena M. Galileo och Martins 2008. Iquiracetima rana ingår i släktet Iquiracetima och familjen långhorningar. Inga underarter finns listade i Catalogue of Life.